# Фридрих (Пфалц-Цвайбрюкен-Фоенщраус-Паркщайн)
Вижте пояснителната страница за други личности с името Фридрих.
Фридрих фон Пфалц-Фоенщраус-Паркщайн (на немски: Friedrich von Pfalz-Zweibrücken-Vohenstrauß-Parkstein; * 11 април 1557, Майзенхайм; † 17 декември 1597, дворец Фридрихсбург при Фоенщраус, Горен Пфалц) от фамилията Вителсбахи, е пфалцграф и херцог на Пфалц-Цвайбрюкен-Фоенщраус-Паркщайн.

## Произход и управление
Той е четвъртият син на Волфганг (1526 – 1569), пфалцграф и херцог на Пфалц-Цвайбрюкен и Пфалц-Нойбург, и съпругата му принцеса Анна фон Хесен (1529 – 1591), дъщеря на ландграф Филип I от Хесен (1501 – 1567).
Той е на 12 години, когато баща му умира и брат му Филип Лудвиг поема опекунството над него. През 1581 г. Фридрих става пълнолетен и поема наследството си Пфалц-Цвайбрюкен-Фоенщраус-Паркщайн. От 1586 до 1593 г. той построява дворец Фридрихсбург при Фоенщраус. След смъртта му през 1597 г. дворецът е вдовишка резиденция.
Фридрих е погребан на 21 февруари 1598 г. с неговия син във фамилната гробница в Св. Мартин в Лауинген. Понеже няма наследници Паркщайн отива на брат му Филип Лудвиг от Пфалц-Нойбург.

## Фамилия
На 26 февруари 1587 г. той се жени за принцеса Катарина София от Легница (7 август 1561– 10 май 1608), дъщеря на херцог Хайнрих X от Легница и съпругата му София фон Бранденбург-Ансбах, дъщеря на маркграф Георг Благочестиви. Те имат децата:
- Анна София (25 ноември 1588 – 21 март 1589)
- Георг Фридрих (8 март 1590 – 20 юли 1590)
- Фридрих Казимир (8 март 1590 – 16 юли 1590